# Westgate-on-Sea
Westgate-on-Sea är en småstad och civil parish i grevskapet Kent i sydöstra England. Staden ligger i distriktet Thanet, mellan Birchington-on-Sea i väster och Margate i öster. Civil parishen hade 7 517 invånare vid folkräkningen år 2021.